# Саввин, Захар Прокопьевич
Захар Прокопьевич Саввин (13 февраля 1915, Намский улус — 29 июля 1995, Якутск) — советский государственный и партийный деятель, работник сферы образования. Участник Великой Отечественной войны, майор.

## Биография
Захар Саввин родился 13 февраля 1915 года в семье крестьян-бедняков в 1-м Одейском наслеге Намского улуса Якутского округа Якутской области, ныне Едейский наслег входит в Намский улус Республики Саха (Якутия). Якут. В семье было четверо детей: Захар, Алексей, Парасковья и Матрёна.
В 1924—1928 годах учился в Одейской начальной школе. В 1930—1931 учебном году окончил 5-й класс н/с школы №1 города Якутска, а на следующий год учился в 6-м ударном классе и в 1932 году окончил вышеуказанную школу. В 1934 годуокончил социально-экономическое отделение Якутского педагогического техникума.
С июля 1935 года по октябрь 1936 года — учитель Булунской неполной средней школы Якутской АССР.
С октября 1936 года по январь 1938 года — инспектор наркомпроса Якутской АССР.
С января по март 1938 года — слушатель курсов политпросветработников при наркомпросе РСФСР, г. Москва.
С марта 1938 года по сентябрь 1940 года — заведующий библиотечным сектором наркомпроса Якутской АССР.
С сентября 1940 года по март 1942 года — студент исторического отделения Якутского государственного педагогического института, учёбу прервала Великая Отечественная война.
В марте 1942 года Саввин был призван в Рабоче-крестьянскую Красную Армию Якутским объединённым райвоенкоматом, стал курсантом Сталинградского военного танкового училища, дислоцированного на тот момент в городе Кургане.
В июне 1942 года (по другим данным в 1944 году) вступил в ВКП(б), в 1952 году партия переименована в КПСС.
В феврале 1943 года окончил училище со званием лейтенанта. Командир танка Т-34. Воевал на Воронежском фронте в составе 59-го танкового полка. 25 мая 1943 года был контужен и выбыл с фронта в тыл. В августе 1943 года стал командиром танка 2-го танкового батальона 181-й танковой бригады 18-го танкового корпуса 2-го Украинского фронта. В мае — июле 1944 года был офицером связи танковой бригады, затем вновь стал командиром танка. Прошёл через Румынию, Венгрию, Югославию, Чехословакию и встретил победу в Австрии.
После демобилизации в звании капитана в апреле 1946 года вернулся Якутскую АССР, продолжил учёбу и в 1947 году с отличием окончил историческое отделение Якутского педагогического института (ныне Северо-Восточный федеральный университет имени М. К. Аммосова). По окончании вуза, с июля 1947 года по август 1948 года работал в родном педагогическом институте, ассистент, затем старший преподаватель кафедры марксизма-ленинизма Якутского государственного педагогического института.
С 29 августа 1948 года по 3 февраля 1950 года — 3-й секретарь Якутского городского комитета ВКП(б).
С 3 февраля 1950 года по 21 сентября 1961 года был министром просвещения Якутской АССР.
С 1 октября 1961 года по 10 июля 1962 года — учитель вечерней школы.
С 10 июля 1962 года до выхода не пенсию трудился директором Якутского педагогического училища № 1.
Занимался общественной деятельностью — был депутатом Верховного Совета Якутской АССР III, IV и V созывов от Югюлятского избирательного округа Вилюйского района. Являлся членом Якутского областного комитета КПСС.
Захар Прокопьевич Саввин умер 29 июля 1995 года или 3 августа 1995 года в городе Якутске Республики Саха (Якутия).

## Книги
В 1937 году составил учебник якутской литературы для 5-6 классов, а в 1954 году стал автором книги об изучении русского языка в якутских школах.
- Саввин З.П. Кузница педагогических кадров. (Из истории и опыта работы Якут. пед. училища № 1). — Якутск: Кн. изд-во, 1971. — 72 с. — 1500 экз.[8]

## Награды
- Орден Отечественной войны I степени, 6 апреля 1985 года[9]
- Орден Отечественной войны II степени, 27 мая 1945 года[10]
- Орден Красной Звезды, дважды: 19 января 1944 года, 20 октября 1944 года[11]
- Орден «Знак Почёта», трижды[12]
- Юбилейная медаль «За доблестный труд. В ознаменование 100-летия со дня рождения Владимира Ильича Ленина», 1970 год
- Медаль «За победу над Германией в Великой Отечественной войне 1941—1945 гг.»
- Медаль «За взятие Будапешта», 31 мая 1946 года[13]
- Медаль «За взятие Вены», 31 мая 1946 года[14]
- Звание «Заслуженный учитель школы РСФСР»
- Звание «Заслуженный учитель Якутской АССР»
- Персональный пенсионер республиканского значения

## Память
- Муниципальное общеобразовательное учреждение «Едейская средняя общеобразовательная школа имени Захара Прокопьевича Саввина» муниципального района «Намский улус (район)» Республики Саха (Якутия); имя З.П. Саввина присвоено 13 июня 2006 года.[15]
- Мемориальная доска на фасаде здания Якутского педагогического колледжа им. С.Ф. Гоголева, г. Якутск, проспект Ленина, 5, установлена 6 мая 2015 года[16].